# Idaea delosticta
Idaea delosticta là một loài bướm đêm trong họ Geometridae.